# Teatre noucentista
El teatre noucentista són aquelles produccions teatrals que es van realitzar durant el període conegut com a Noucentisme.
El noucentisme és un moviment cultural que apareix amb el canvi de segle com a reacció al modernisme, el romanticisme i el naturalisme. Ideològicament, però, pretén continuar i consolidar el catalanisme defensat per les tendències anteriors. La diferència és que es tracta d'un fenomen impulsat per la burgesia, que aspira a tenir un paper predominant en el govern del país. El noucentisme és, doncs, un corrent cultural amb arrels polítiques que s'inicia el 1906 amb la publicació de La Nacionalitat Catalana d'Enric Prat de la Riba. Aquell mateix any, se celebra el primer Congrés Internacional de la Llengua Catalana i un any més tard es funda l'Institut d'Estudis Catalans. Ja el 1914 s'instaurarà la Mancomunitat de Catalunya, amb Prat de la Riba com a primer president.
En l'àmbit literari, el noucentisme recupera l'interès pel classicisme i abandona l'espontaneïtat, tan enaltida pel romanticisme, a canvi de valors com l'ordre, l'harmonia, la claredat i la sobrietat. Això fa que el llenguatge esdevingui més artificiós. Així mateix, es passa d'un cert amateurisme a una major professionalització.

## Canvis en el teatre
La producció teatral durant aquesta època és més aviat escassa, però tot i així, trobem diversos exponents de dramatúrgia de caràcter noucentista.
Si a la dècada de 1890 els referents eren Ibsen i Maeterlinck, a la de 1920 els models a seguir són l'expressionisme alemany i americà, el relativisme de Pirandello, H.R. Lenormand i Jean-Jacques Bernard, o autors com Bernard Shaw, Jean Cocteau i W. B. Yeats. El teatre comercial, però, es manté al marge d'aquestes influències.
Alguns autors modernistes que continuen en actiu, com Josep Pous i Pagès o Joan Puig i Ferreter, s'adapten a les noves tendències. També Josep Carner, que s'emmiralla en Ibsen i en Maeterlinck en algunes de les seves obres, estrena el 1928 El giravolt de maig sota l'influx noucentista. L'empresari Josep Canals promou, des del Teatre Romea, del que es fa càrrec el 1917, la comèdia de costums d'ambient burgès. Aquest gènere és conreat amb assiduïtat per Carles Soldevila. Textos seus com Civilitzats, tanmateix (1921) i Bola de neu (1927) reflecteixen una voluntat didàctica i un intent de donar a conèixer el model cultural noucentista.
Una de les figures cabdals d'aquest període és Josep Maria de Sagarra que, a partir del 1918 s'inicia en la dramatúrgia amb peces com Rondalla d'esparvers i Dijous sant. És un teatre poètic, al marge del corrent noucentista. La gran acceptació social que obté fa que altres autors de teatre el segueixin i s'allunyin com ell de les premises dominants de l'època.
Sagarra es va convertir en un autor d'èxit comercial durant els anys vint i trenta amb obres com Cançó de taverna (1922), L'Hostal de la Glòria (1931) o El Cafè de la Marina (1933), possiblement la seva obra més cèlebre.
Sagarra, però, no només va ser capaç de connectar amb la burgesia sinó també amb àmplies capes socials, fruit del regust popular de les seves creacions i del caràcter interclassista dels seus personatges.
Cal fer referència també a tota una colla d'autors que, des de diverses posicions personals i intel·lectuals, van mostrar una certa resistència a l'hegemonia noucentista, alguns d'ells provinents també de la tradició modernista. Aquest va ser el cas d'Ambrosi Carrion. Deixeble de Maragall i un dels principals ideòlegs de la revista El Teatre Català (1912-1917), va intentar bastir un edifici teatral altament intel·lectualitzat, amb un clar regust classicista, amb obres com El fill de Crist (1912) o Clitemnestra (1916).
Un altre cas va ser el de Ramon Vinyes i Cluet. Forjat en les files del modernisme, després d'una estada a Amèrica, va tornar a Barcelona als anys vint per convertir-se en un dels principals crítics i teòrics teatrals catalans. Enemic de l'alta comèdia, va bregar a favor d'un teatre no burgès, transcendent i arrelat en el poble.

## Nous locals
En el període que va de l'inici del segle al començament de la Guerra Civil Espanyola s'inauguren nombrosos teatres arreu de Catalunya: el Teatre Bartrina de Reus (1905, ampliat el 1921), el Teatre del Patronat Obrer (1908), avui Metropol, projectat per Josep Maria Jujol a Tarragona, el Teatre Poliorama (1914) i el Molino (1916), a Barcelona, el Teatre Tívoli al Vendrell (1920), el Teatre Kursaal de Manresa (1926), el Teatre de l'Ateneu d'Esparreguera (1928) i el Teatre Grec de Montjuïc (1929, amb motiu de l'Exposició Universal de Barcelona de 1929).